# Sieberg

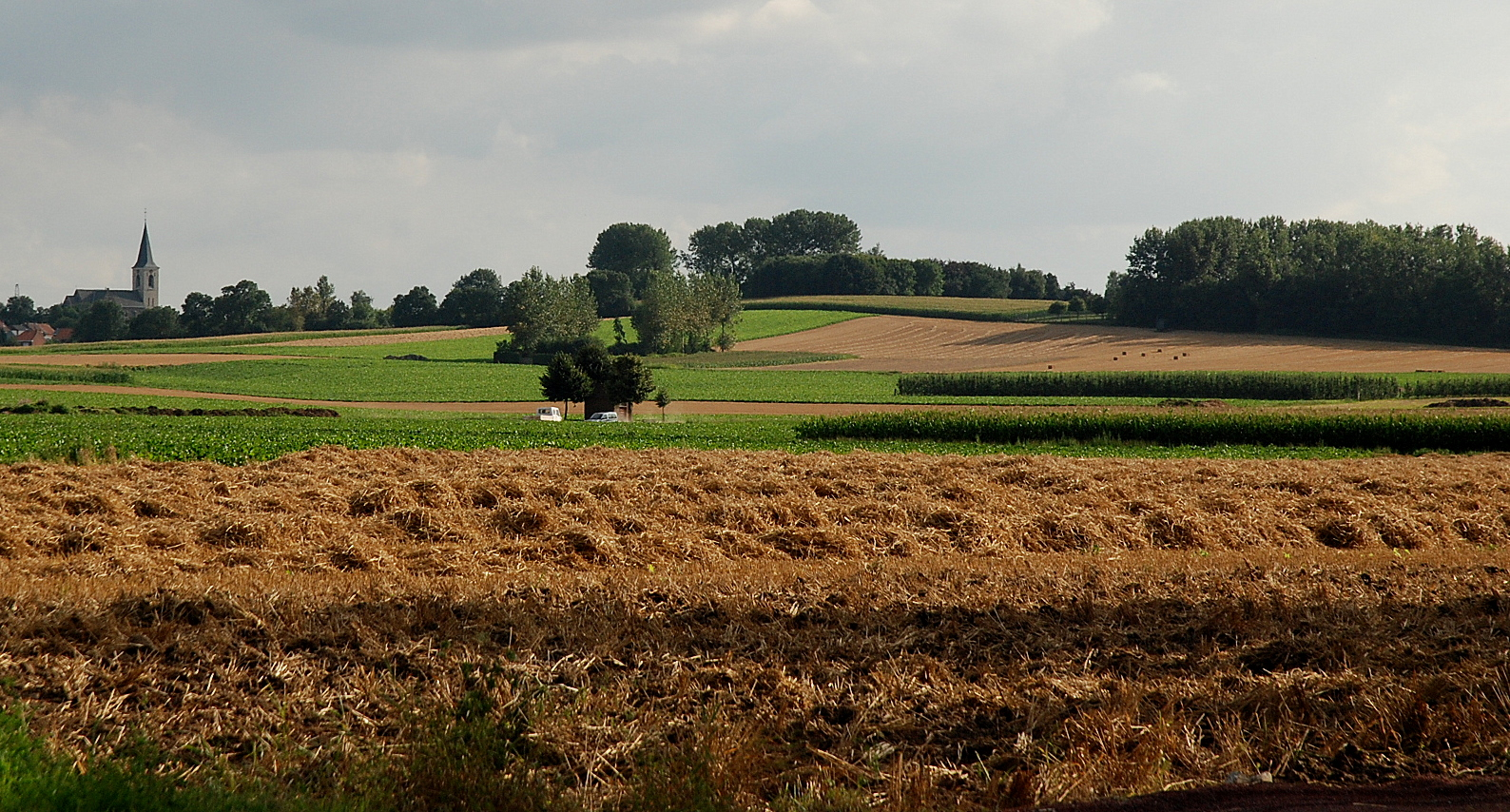
De Sieberg, rechts van de kerk van Herderen

De Sieberg is een 120 meter hoge heuvel nabij de plaats Herderen.
Op deze site werden voorwerpen van de neolithische bandkeramische cultuur aangetroffen. Hier heeft ook een standerdmolen gestaan, waarvan in 1604 melding werd gemaakt, en wel in het Stokboek van de commanderij Alden Biesen, zoals: aen die Windmullen of Sitzbergh.
Vanaf de Sieberg zou Lodewijk XV in 1747 het verloop van de Slag bij Lafelt hebben geobserveerd. Een in steen uitgehouwen zetel op de top van de heuvel, met daarin een Franse lelie, verwijst naar deze mogelijke gebeurtenis.